# Barão de Gáfete
Barão de Gáfete é um título nobiliárquico criado por D. Carlos I de Portugal, por Decreto de 19 de Setembro de 1890, em favor de José Lúcio Gouveia.
Titulares
1. José Lúcio Gouveia, 1.° Barão de Gáfete.